# Kup Srbije u nogometu
Kup Srbije je nacionalno kup natjecanje za nogometne klubove u Srbiji. 

## O natjecanju
Kup Srbije  organizira ga glavna nogometna organizacija u Srbiji - Fudbalski Savez Srbije (FSJ). Kup je osnovan 2006. godine kako bi zamijenio dotadašnji Kup Srbije i Crne Gore, s obzirom na prestanak postojanja te države. Do 2010. godine natjecanje je nosilo naziv Lav kup Srbije (srp. Лав куп Србије), prema sponzoru natjecanja - Carlsberg Srbija i njenom brandu Lav pivo. U natjecanju sudjeluje 37 klubova - članovi Superlige i Prve lige Srbije, te pet pobjednika regionalnih kupova u Srbiji.

## Završnice
| sezona    | domaćin završnice                 | pobjednik             | rezultat završnice        | poraženi              |
| --------- | --------------------------------- | --------------------- | ------------------------- | --------------------- |
| 2006./07. | Beograd, Stadion Partizana        | Crvena zvezda Beograd | 2:0                       | Vojvodina Novi Sad    |
| 2007./08. | Beograd, Stadion Partizana        | Partizan Beograd      | 3:0                       | Zemun                 |
| 2008./09. | Beograd, Stadion Partizana        | Partizan Beograd      | 3:0                       | Sevojno               |
| 2009./10. | Beograd, Stadion Partizana        | Crvena zvezda Beograd | 3:0                       | Vojvodina Novi Sad    |
| 2010./11. | Beograd, Stadion Crvena zvezda    | Partizan Beograd      | 3:0 p.f. (2:1, prekinuto) | Vojvodina Novi Sad    |
| 2011./12. | Kruševac, Stadion Mladost         | Crvena zvezda Beograd | 2:0                       | Borac Čačak           |
| 2012./13. | Beograd, Stadion Partizana        | Jagodina              | 1:0                       | Vojvodina Novi Sad    |
| 2013./14. | Beograd, Stadion Partizana        | Vojvodina Novi Sad    | 2:0                       | Jagodina              |
| 2014./15. | Beograd, Stadion Rajko Mitić      | Čukarički Beograd     | 1:0                       | Partizan Beograd      |
| 2015./16. | Gornji Milanovac, Gradski stadion | Partizan Beograd      | 2:0                       | Javor Matis Ivanjica  |
| 2016./17. | Beograd, Stadion Partizana        | Partizan Beograd      | 1:0                       | Crvena zvezda Beograd |
| 2017./18. | Surdulica, Gradski stadion        | Partizan Beograd      | 2:1                       | Mladost Lučani        |
| 2018./19. | Beograd, Stadion Rajko Mitić      | Partizan Beograd      | 1:0                       | Crvena zvezda Beograd |
| 2019./20. | Niš, Stadion Čair                 | Vojvodina Novi Sad    | 2:2 (4:2 11m)             | Partizan Beograd      |
| 2020./21. | Beograd, Stadion Rajko Mitić      | Crvena zvezda Beograd | 0:0 (4:3 11m)             | Partizan Beograd      |
| 2021./22. | Beograd, Stadion Rajko Mitić      | Crvena zvezda Beograd | 2:1                       | Partizan Beograd      |
| 2022./23. | Beograd, Stadion Rajko Mitić      | Crvena zvezda Beograd | 2:1                       | Čukarički Beograd     |
| 2023./24. | Loznica, Stadion Lagator          | Crvena zvezda Beograd | 2:1                       | Vojvodina Novi Sad    |
| 2024./25. | Zaječar, Stadion Kraljevica       | Crvena zvezda Beograd | 3:0                       | Vojvodina Novi Sad    |

### Klubovi po uspješnosti
| klub                  | osvajač | finalist |
| --------------------- | ------- | -------- |
| Crvena zvezda Beograd | 8       | 2        |
| Partizan Beograd      | 7       | 4        |
| Vojvodina Novi Sad    | 2       | 6        |
| Jagodina              | 1       | 1        |
| Čukarički Beograd     | 1       | 1        |
| Zemun                 | 0       | 1        |
| Sevojno               | 0       | 1        |
| Borac Čačak           | 0       | 1        |
| Javor Ivanjica        | 0       | 1        |
| Mladost Lučani        | 0       | 1        |

 zaključno sa sezonom 2024./25. 

## Vanjske poveznice
- (srp.) fss.rs, Kup Srbije, službena stranica